# Ефимерис (1790 – 1797)
Вижте пояснителната страница за други значения на Ефимерис.
„Ефимерѝс“ (на гръцки: Εφημερίς, в превод вестник) е гръцки вестник, издаван във Виена от 1790 до 1797 година. Той е първият гръцки вестник, от който са запазени броеве.

## История
През 1790 година гръцките печатари братя Пулиос Маркидис Пулиу и Георгиос Маркидис Пулиу от Сятища започват да издават вестник на гръцки, славяносръбски и немски език, след като успяват да получат разрешително от австрийските власти. По това време в австрийската столица има много гръцки търговци. Вестникът публикувава Декларацията за правата на човека и гражданина, както и няколко творби на Ригас Велестинлис.
Вестникът излиза до 1797 година, когато Георгиос Пулиу е арестуван заедно с Ригас за тяхното публикуване на „революционни и безбожни“ неща и вестникът е затворен през януари 1798 година
В 2000 година Атинската академия публикува събраните броеве на вестника.